# علاء آل حجي
علاء آل حجي؛ مواليد 3 ديسمبر 1995 في الخبر ، السعودية، هو لاعب كرة قدم سعودي يلعب لنادي الوحدة.

## مسيرة اللاعب
بدأ مع نادي الخليج و انتقل إلى نادي الوحدة في عام 2020 وانتقل 2025 إلى نادي نيوم

## وصلات خارجية
- علاء آل حجي على موقع Soccerway.com (الإنجليزية)